# Aberdeen FC
Aberdeen FC is een Schotse voetbalclub. De club uit Aberdeen is na de traditionele toppers Celtic en Rangers een van de sterkere clubs van de Schotse competitie. De club speelt in rode tenues haar thuiswedstrijden in het Pittodrie Stadium.

## Historie
In 1903 werd Aberdeen FC opgericht als een fusie van Aberdeen, Victoria United en Orion. In de eerste dertig jaar van haar bestaan speelde de club in witte shirts. Vanaf 1905 speelt Aberdeen ononderbroken in de hoogste Schotse divisie (First Division en later Scottish Premier League). Maar tot 1947 werd er niets gewonnen, in dat jaar werd de Scottish FA Cup binnengehaald. Het eerste kampioenschap volgde in 1955, daarmee de traditionele toppers Celtic en Rangers (The Old Firm) verslaand.
Maar de grote successen kwamen begin jaren tachtig. De dominantie van Rangers en Celtic werd voor enkele jaren gebroken door Aberdeen en concurrent Dundee United. Een derby tussen deze twee ploegen werd dan ook wel The New Firm genoemd, met een knipoog naar The Old Firm, de derby tussen Rangers en Celtic. Onder coach Alex Ferguson werden drie landstitels, vier keer de Schotse beker en een Scottish League Cup gewonnen. In 1983 won Aberdeen in de finale tegen Real Madrid de European Cup Winners Cup. In 1983 werd ook nog de European Super Cup gewonnen na een 2-0 winst op Europacup I-winnaar Hamburger SV.
Na het vertrek van Ferguson naar Manchester United in 1986 ging het minder met de club. De beker werd nog een keer gewonnen en in 1991 was Aberdeen zeer dicht bij de titel. In de laatste wedstrijd werd verloren van de Rangers, waardoor die kampioen werden, en niet Aberdeen. Later in de jaren negentig dreigde zelfs degradatie, maar dat wist Aberdeen te voorkomen. Van 2004 tot 2009 was de in Nederland bekende Jimmy Calderwood trainer bij Aberdeen, dat nog altijd in de Scottish Premier League speelt.
Na een periode van zeventien jaar zonder prijs bereikte Aberdeen FC in het seizoen 2013/2014 de finale van de Scottish League Cup. Daarin speelde het op zondag 16 maart 2014 tegen Inverness Caledonian Thistle. Nadat het na de reguliere speeltijd en verlenging nog 0-0 was, won Aberdeen de beslissende strafschoppenserie met 4-2.

## Erelijst
| Internationaal            |    |                                          |
| European Cup Winners' Cup | 1x | 1983                                     |
| Europese Supercup         | 1x | 1983                                     |
| Nationaal                 |    |                                          |
| Schots landskampioenschap | 4x | 1954/55, 1979/80, 1983/84, 1984/85       |
| Scottish Cup              | 7x | 1947, 1970, 1982, 1983, 1984, 1986, 1990 |
| Scottish League Cup       | 6x | 1956, 1977, 1986, 1990, 1996, 2014       |

## Overzichtslijsten

### Eindklasseringen
| 3 |

| 10 |

| 13 |

| 8 |

| 5 |

| 11 |

| 11 |

| 9 |

| 1 |

| 2 |

| 6 |

| 13 |

| 13 |

| 15 |

| 6 |

| 12 |

| 6 |

| 9 |

| 12 |

| 8 |

| 4 |

| 5 |

| 15 |

| 8 |

| 2 |

| 2 |

| 4 |

| 4 |

| 5 |

| 7 |

| 3 |

| 2 |

| 4 |

| 1 |

| 2 |

| 2 |

| 3 |

| 1 |

| 1 |

| 4 |

| 4 |

| 4 |

| 2 |

| 2 |

| 2 |

| 6 |

| 2 |

| 2 |

| 9 |

| 3 |

| 6 |

| 6 |

| 8 |

| 10 |

| 7 |

| 4 |

| 8 |

| 11 |

| 4 |

| 6 |

| 3 |

| 4 |

| 4 |

| 9 |

| 9 |

| 9 |

| 8 |

| 3 |

| 2 |

| 2 |

| 2 |

| 2 |

| 4 |

| 4 |

| 4 |

| 10 |

| 3 |

| 7 |

| 5 |

| Niveau 1 | Niveau 2 | Niveau 3 | Niveau 4 |

| Periode    | Niveau 1                | Niveau 2              | Niveau 3            | Niveau 4            |
| 1893-1975  | Division One            | Division Two          | Division Three      | --                  |
| 1975-1998  | Premier Division        | First Division        | Second Division     | Third Division      |
| 1998-2013  | Scottish Premier League | First Division        | Second Division     | Third Division      |
| 2013-heden | Scottish Premiership    | Scottish Championship | Scottish League One | Scottish League Two |

### Seizoensresultaten vanaf 1999
| Seizoen | Competitie              | Niveau | Eindstand | Tsch   | Scottish Cup | Opmerking |
| ------- | ----------------------- | ------ | --------- | ------ | ------------ | --- |
| 1998/99 | Scottish Premier League | I      | 8         | 14.104 | 3e ronde     | Invoering Premier League                                                                                           |
| 1999/00 | Scottish Premier League | I      | 10        | 12.813 | Finale       | < Rangers FC: 0-4; Geen degradatie omdat de league met 2 clubs werd uitgebreid; Finale League Cup > Celtic FC 0-2. |
| 2000/01 | Scottish Premier League | I      | 7         | 12.471 | 4e ronde     | |
| 2001/02 | Scottish Premier League | I      | 4         | 13.997 | kwartfinale  | |
| 2002/03 | Scottish Premier League | I      | 8         | 12.050 | 4e ronde     | |
| 2003/04 | Scottish Premier League | I      | 11        | 9.793  | kwartfinale  | |
| 2004/05 | Scottish Premier League | I      | 4         | 13.577 | kwartfinale  | |
| 2005/06 | Scottish Premier League | I      | 6         | 12.728 | 8e finale    | |
| 2006/07 | Scottish Premier League | I      | 3         | 12.326 | 3e ronde     | |
| 2007/08 | Scottish Premier League | I      | 4         | 11.994 | halve finale | |
| 2008/09 | Scottish Premier League | I      | 4         | 12.345 | kwartfinale  | |
| 2009/10 | Scottish Premier League | I      | 9         | 10.461 | 8e finale    | |
| 2010/11 | Scottish Premier League | I      | 9         | 9.072  | halve finale | |
| 2011/12 | Scottish Premier League | I      | 9         | 9.297  | halve finale | |
| 2012/13 | Scottish Premier League | I      | 8         | 9.615  | 8e finale    | |
| 2013/14 | Scottish Premiership    | I      | 3         | 12.918 | halve finale | Winnaar League Cup > Inverness CT: 0-0 (4-2 n.s.)                                                                  |
| 2014/15 | Scottish Premiership    | I      | 2         | 13.359 | 4e ronde     | Leaguetopscorer: Adam Rooney (18)                                                                                  |
| 2015/16 | Scottish Premiership    | I      | 2         | 13.094 | 4e ronde     | |
| 2016/17 | Scottish Premiership    | I      | 2         | 12.641 | Finale       | < Celtic FC: 1-2: Finalist League Cup > Celtic FC: 0-3                                                             |
| 2017/18 | Scottish Premiership    | I      | 2         | 15.633 | halve finale | |
| 2018/19 | Scottish Premiership    | I      | 4         | 14.942 | halve finale | Finalist League Cup > Celtic FC: 0-1                                                                               |
| 2019/20 | Scottish Premiership    | I      | 4         | 13.836 | halve finale | competitie na 30 wedstrijden afgebroken i.v.m. coronapandemie                                                      |
| 2020/21 | Scottish Premiership    | I      | 4         | 300    | kwartfinale  | |
| 2021/22 | Scottish Premiership    | I      | 10        | 11.005 | 8e finale    | |
| 2022/23 | Scottish Premiership    | I      | 3         | 15.421 | 4e ronde     | |
| 2023/24 | Scottish Premiership    | I      | 7         | 16.230 | halve finale | Finalist League Cup > Rangers FC: 0-1                                                                              |
| 2024/25 | Scottish Premiership    | I      | 5         | 17.777 | Winnaar      | < Celtic FC: 1-1 (4-3 n.s.)                                                                                        |
| 2025/26 | Scottish Premiership    | I      | .         |        |              | |

### Aberdeen FC in Europa
Aberdeen FC speelt sinds 1967 in diverse Europese competities. Hieronder staan de competities en in welke seizoenen de club deelnam. De editie die Aberdeen heeft gewonnen is dik gedrukt:
- Europacup I (3x)

1980/81, 1984/85, 1985/86
- Europa League (10x)

2009/10, 2014/15, 2015/16, 2016/17, 2017/18, 2018/19, 2019/20, 2020/21, 2023/24, 2025/26
- Conference League (2x)

2021/22, 2023/24
- Europacup II (8x)

1967/68, 1970/71, 1978/79, 1982/83, 1983/84, 1986/87, 1990/91, 1993/94
- UEFA Cup (15x)

1971/72, 1972/73, 1973/74, 1977/78, 1979/80, 1981/82, 1987/88, 1988/89, 1989/90, 1991/92, 1994/95, 1996/97, 2000/01, 2002/03, 2007/08
- Jaarbeursstedenbeker (1x)

1968/69
- UEFA Super Cup (1x)

1983
Bijzonderheden Europese competities:
| Bijzonderheid                 | Datum      | Tegenstander      | Uitslag | Plaats   | Naam          | Aantal |
| ----------------------------- | ---------- | ----------------- | ------- | -------- | ------------- | ------ |
| Hoogste overwinning           | 06-09-1967 | KR Reykjavík      | 10-0    | Aberdeen |               |        |
| Hoogste nederlaag             | 21-02-2008 | FC Bayern München | 1-5     | München  |               |        |
| Hoogste nederlaag             | 21-02-2008 | SK Sigma Olomouc  | 1-5     | Aberdeen |               |        |
| Speler met meeste wedstrijden | 26-09-1989 |                   |         |          | Willie Miller | 61     |
| Speler met meeste doelpunten  | 21-03-1984 |                   |         |          | Mark McGhee   | 14     |

UEFA Club Ranking: 161 (07-07-2025)

## Bekende (oud-)spelers
- Willem van der Ark
- Vicente Besuijen
- Roberto Bisconti
- Dave Bus
- Theo ten Caat
- Marc De Clerck
- Alex Ferguson
- Stefan Gartenmann
- Hans Gillhaus
- Jay Gorter
- Bryan Gunn
- Richard Jensen
- Eoin Jess
- Mats Knoester
- James McGarry
- Niall McGinn
- Alex McLeish
- Funso Ojo
- Kelle Roos
- Theo Snelders
- Ferne Snoyl
- Gordon Strachan
- Karim Touzani
- Eddie Turnbull
- Zoltán Varga
- Peter van de Ven
- Jeffrey de Visscher

## Trainers
- Archie Baird
- Alex Ferguson (1978–1986)
- Ebbe Skovdahl (1999–2002)
- Walter Speirs (2002)
- Steve Paterson (2002–2004)
- Jimmy Calderwood (2004–2009)
- Mark McGhee (2009–2010)
- Neil Cooper (2010)
- Craig Brown (2010–2013)
- Derek McInnes (2013–)

Aberdeen · 
Celtic ·  
Dundee FC ·
Dundee United ·
Falkirk ·
Heart of Midlothian ·
Hibernian ·
Kilmarnock · 
Livingston ·
Motherwell ·
Rangers FC · 
Ross County ·
St. Johnstone ·
St. Mirren